# 齐普里安·诺尔维德
齐普里安·卡米尔·诺尔维德（波蘭語：Cyprian Kamil Norwid，波蘭語發音：[ˈt͡sɨprjan ˈnɔrvid]；1821年9月24日—1883年5月23日）是19世紀一位波蘭詩人、劇作家、畫家和雕塑家。1821年出生於華沙附近的馬佐夫舍村一個小貴族家庭。他的母親祖先是波蘭國王約翰三世。
齐普里安·诺尔维德被視為浪漫主義的代表人物。他寫了許多膾炙人口的詩篇。諾爾維德的詩歌具有具有民歌風格，不少的詩篇反映了人民的疾苦和對祖國危亡的擔憂與吶喊。齐普里安·诺尔维德過著貧困生活。他多數時間在國外居住，尤其是倫敦和巴黎，1883年在潦倒和失望中去世。
齐普里安·诺尔维德在他的一生中沒有獲得讚賞，部分原因是他被排除於上流社會之外。他的作品在十九世紀末和二十世紀初期被重新發現。他現在被認為是最重要的四個波蘭浪漫主義詩人之一。

## 作品
- （英文） The Larva （页面存档备份，存于）
- （英文） Mother Tongue （页面存档备份，存于） (Język ojczysty)
- （英文） My Song
- （英文） To Citizen John Brown （页面存档备份，存于） (Do obywatela Johna Brown)
- （英文） What Did You Do to Athens, Socrates? （页面存档备份，存于） (Coś ty Atenom zrobił Sokratesie...)
- （波兰語） Fortepian Szopena （页面存档备份，存于）
- （波兰語） Assunta (1870)
- （波兰語） Vade-Mecum[永久]

## 參閱
- Jarzębowski, Józef. Norwid i Zmartwychstańcy. London: Veritas, 1960. ("Norwid and The Resurrectionists")
- Kalergis, Maria. Listy do Adama Potockiego (Letters to Adam Potocki), edited by Halina Kenarowa, translated from the French by Halina Kenarowa and Róża Drojecka, Warsaw, 1986.